# Norman Snider
Norman Snider (Toronto, Ontario, 1945. november 14. – 2019. január 4.) kanadai forgatókönyvíró.

## Filmjei
- Programme X (1972, tv-sorozat, egy epizód, Secret Weapons)
- Partners (1976)
- Két test egy lélek (Dead Ringers) (1988)
- Világok harca (War of the Worlds) (1990, tv-sorozat, egy epizód, Video Messiah)
- Gyilkos testrész (Body Parts) (1991)
- Festménymesék (Picture Windows) (1995, tv-sorozat, egy epizód, Soir Bleu)
- Halálos tanúvallomás (Valentine's Day) (1998, videó)
- Csak 18 éven felülieknek (Rated X) (2000, tv-film)
- Idegenek (Code Name: Eternity) (2000, tv-sorozat, egy epizód, Tawrens)
- Heidi Fleiss síkos karrierje (Call Me: The Rise and Fall of Heidi Fleiss) (2004, tv-film)
- Casino Jack (2010)